# 장길산 (드라마)
《장길산》은 2004년 5월 17일부터 2004년 11월 16일까지 방송된 SBS 대하드라마이다.

## 기획 의도
- 첫 번째 이유 "개혁"

의적도 도적이다. 그러나 의적은 도적과 달리 짓밟히고 억울한 민중들에게, 짓밟는 자들을 징치하여 통쾌감을 주고, 탈취한 재물을 차라리 분배하여 구제와 희망을 준다. 비록 수단은 도적질이지만, 근본정신과 목적은 수구 세력에 대한 저항과 도전이고, 민중이 갈망하는 개혁과 일치하는 것이다. 지금도 개혁은 민중이 열망하는 것이다. 개혁을 성공시키려면, 개혁 가치의 진실을 민중이 확실하게 깨달아야 한다. 개혁이 내 자신의 생존이란 것을 알아야 한다. 바로 “장길산”이라는 드라마를 통하여 개혁의 소중함을 민중과 공유하려는 것이다. 이 시대에 “장길산”이라는 개혁파 유협 협객 두목을 드라마로 기획하는 가장 큰 이유이다.
- 두 번째 이유 "작품성"

민중의 삶이 민족 성향 정서의 향기로 가득하다. 그것을 아우른 시대적 정서는 우리 모두에게 고향의 향기일 수 있다. 또 삶의 근본인 희로애락이 넘친다. 아울러 그 바탕 위에서 선과 악의 대결이 있고, 배신이 있으며, 성공과 실패, 삶과 죽음, 쫓고 쫓기는 자가 있다. 모든 것을 다 상실하는 비극이 있고, 응징하는 통쾌감이 있다. 복수가 있고, 복수의 허망함이 있다. 그래서 희망으로 끝나는 것이 “장길산”이다.

## 줄거리
조선조 효종 때, 계집종의 몸에서 태어난 길산은 광대 장충의 구원으로 재인(才人) 마을에서 성장한다.
그는 같은 마을의 역사(力士) 이갑송, 송도 상단(商團)의 행수 박대근, 구월산 화적인 마감동 등과 사귄다.
창기(娼技)였다가 버려진 묘옥과 정분을 맺은 길산은 해주 간상배(評商輩) 신복동을 징벌하려다
붙잡혀 사형수가 되지만, 박대근의 도움으로 탈옥에 성공한다.
그는 양부모의 뜻을 어길 수 없어 누이 동생인 봉순과 결혼한다.
그러나 뜻한 바 있어 금강산에 들어가 운부 대사의 가르침을 받으며, 차츰 '백성'에
대한 의식을 새롭게 한다.
숙종 10년, 대기근이 발생하자 길산은 관아와 부호를 털어 기민 구출에 힘쓰고,
그의 이름이 백성의 입에 오르내린다.
조정에서는 토포(討掃)를 명하나 길산의 활약은 더욱 빛날 뿐이다.
정묘년 4월, 입국(立國)의 뜻을 가진 사람들이 구월산에 모인다.
길산의 활빈도, 운부 대사의 승병, 해서의 무계(巫系), 근기 지방의 미륵교도 등이 결속한다.
백성들 사이에서는 왕조가 망한다는 괴서가 나돌고, 미륵이 도래하여 용화(龍華) 세계를 이룩한다는
믿음이 번져 나간다.
길산은 언진산에 터를 잡고 관군과 맞설 자금을 조달한다.
이때 고달근이 큰 이익을 꾀하다 관가에 검거되자 길산 일당을 밀고한다.
토포관 최형기가 급습하지만 길산은 이미 달아난 뒤이다.
길산은 고달근을 찾아 징치하고 최형기를 처단한다.
해서와 관북 일대에도 장길산을 자처하는 무리들이 출몰해 조정을 괴롭히지만,
이후 길산을 본 사람은 아무도 없다.

## 등장 인물

### 주요 인물
- 유오성 : 장길산 역 (아역 김석)

광대 출신의 유협 협객. 황해도 안악군 서얼 집안의 먼 후손(천민 신분)으로 황해도 재인 마을 광대였던 장충의 아들. 노비의 몸에서 태어나 어머니는 출산 후 죽고, 광대 장충 부부의 손에 양육된다. 어려서부터 아버지에게 광대 놀음을 배웠고 동시에 무술 실력을 익혀 검술에도 뛰어난 실력을 보였다. 천민이였던 자신의 신분 때문에 많은 곡절을 겪은 후 광대에서 도적이 되고 풍열대사 운부대사를 만나 대의를 터득 의적으로 혁파의 뜻을 세운다. 중키에 날카로운 눈매를 빼면 보통 젊은이다. 무기는 박달나무에 칼날을 꽂은 사제품 환도이다. 후에 유협 협객 활빈도의 수장이 되어 서민들의 고혈을 빠는 악덕 지주 신복동을 시작으로 수많은 탐관오리를 징치. 응징하고 구월산을 비롯 자비령에 산채를 설치, 군대를 훈련시키면서 나라를 뒤집어엎고 활빈의 세상을 만들기 위한 전쟁에 돌입한다. 그리고 그 과정에서 자신을 잡으려는 토포사 최형기와 충돌하며 목숨을 건 대결을 펼치게 된다.
- 한고은 : 묘옥 역

길산의 첫사랑. 종살이 하다가 역병에 걸려 산채로 거적말이 되어 버려진 목숨을 재인말 총대인 손돌 노인이 구한다. 본래 황해도 신천군 사당패 창기이다. 천민의 신분으로 태어나 큰돌에게 키워져 길산과 평생 혼약을 맺어 길산의 여자가 되었다. 길산과 정분을 맺은 밤 가슴에 길산의 이름 앞자 "吉"자 연비(문신)를 새기게 한다. 길산이 토포군에 의해 토포된 후 참형되었다는 소식(사실은 살아 있었음)을 듣고 따라 죽으려다 여환스님이 구해주고, 떠돌이 광대패인 모가비패에 합류 전국을 떠돌아다니는 광대로 활약한다. 이후 애타게 쫓아다니는 이경순과 부부가 되지만 장길산에 대한 그리움으로 인해 순탄하게 부부생활을 하지 못하고 떠나 비구니가 된 후 이경순의 아들을 낳는다. 이경순이 목숨을 걸고 새 세상을 만들겠다며 장길산과 함께 떠나자 이경순과의 사이에서 낳은 아들 여문이를 길산의 식구들에게 맡기고 물속으로 걸어들어가 자결한다.
- 김영호 : 박대근 역

송도 송상의 상인이였지만 신분제도의 영향으로 길산을 만나 의기투합 형제의 결의를 맺고 의형제가 된다. 길산보다 손위라 의형이다. 송도 상인 차인 행수로 시작하여 임방의 좌장까지 되어 막강한 상권을 장악한다. 활빈도(개혁파 유협 협객 집단)의 자금과 물자를 조달하는 역할을 한다. 청국과 장상(밀무역)도 서슴지 않고, 나라에서 금한 인삼을 암거래도 하고 마침내 재배에도 성공한다. 막대한 자금으로 길산에게 화승총과 북방마를 공급하는 거병 준비 자금책이다. 무기는 지팡이 끝에 쇠를 박은 물미장(勿尾杖)으로, 그 지팡이 안에 칼이 들었다.
- 정준하 : 이갑송 역 (아역 류종원)

길산의 지기. 재인말 광대 출신으로 길산의 어린시절부터 동무다. 힘이 장사며 아내의 불륜으로 어머니가 아내에게 살해 당하고, 그 아내를 자기 손으로 죽이는 비극을 겪는다. 결국 대성법주(大聖法主)라는 스님이 되어, 길산의 거병에 합세하기 위해 승병을 조련 양성한다. 무기는 장창이다. 봉술이 예술적 경지다. 길산의 군대 중에 장창군을 지휘한다.
- 양미라 : 봉순 역 (아역 심은경)

길산의 어릴적 동무이자 길산의 아내. 어머니 안 무당의 신딸이다. 길산만을 바라보고 길산과 혼인하여 슬하에 아들 수복을 낳지만 바람처럼 떠나니는 남편을 기다리며 순종하다가 관군에 의해 토포되어 어린 아들 수복은 호남 섬지방 노비로 빼앗기고 다른 지방 노비로 호송되던 중 우물에 투신하여 자진한다.
- 최재성 : 장충 역

재인말 광대패의 대광과 같은 지도자다. 살면서 터득한 철학이 깊다. 길산이 태어날 때 탯줄을 이빨로 끊고, 길러준 양아버지로, 어린 길산에게 정신적 교육을 시킨 장본인이다. 길산으로 인한 토포에 희생된다.
- 이덕희 : 안 무당 역

영험한 무당, 길산의 양모다. 길산의 협객 활빈 활동에 나름대로 소신이 있어 "길산이는 내 자식이 아녀! 백성의 사람이여!"하며 그리움을 참아낸다.
- 이종수 : 마감동 역

본래 구월산 산채를 장악하던 황해도 은률군 화적패의 구월산 부두령으로 산적 생활을 하다가 길산을 만나 두령의 횡포에 견디다 못해 차라리 두령을 물리치고 두령의 자리에 앉게 된다. 일찍이 활빈 사상을 깨우쳐 길산의 보좌를 충실히 한다. 무예는 검술로 토포군을 공포에 떨게 만드는 신기에 가까운 검술실력을 갖고 있다. 길산의 활빈도에 가입하여 군사훈련을 맡게되고 당대 관군중 검술이 최고라는 최형기와 대결을 하여 승리 직전에 비겁한 화살을 맞고 비장하게 최후를 맞는다.
- 박준규 : 최형기 역

황해도 해주 좌포청의 종사관으로 당대 제일의 무장. 십팔반 무예의 달인이다. 철저한 출세주의자로 계략에 능하다. 관가통인 출신으로 신분 상승을 위한 욕구가 넘치는 인물이다. 길산에 버금가는 검술실력을 지녔고 그 검술로 유협 협객 활빈당의 당원들을 쓰러뜨리며 맹위를 떨쳤다. 처음에는 장길산 체포를 출세의 수단으로 삼으려 했으나, 토포에 실패하고, 장길산이 갈수록 민중의 영웅으로 우상화되어가자, 길산과 꼭 한번 대결하여 승부를 내고 싶은 무인으로서의 집념에 불탄다. 그러나 결국, 장길산의 칼 앞에 무릎을 꿇고, 최흥복의 총에 최후를 고한다.
- 최철호 : 우대용 역

황해도 예성강의 뱃놈으로 후에 수적 두령이 된다. 길산과는 서로 사형수로 감옥에서 만나 회자수(망나니) 노릇을 같이 하며 뜻을 통한다. 박대근의 절묘한 계략으로 길산과 함께 탈출에 성공한다. 무기는 활이다. 백발백중의 궁술이다. 그리고 고기 잡는 작살질.
- 박효준 : 강선흥 역

황해도 장연군의 소금장수 출신. 나무를 차라리 뿌리채 뽑아 버리는 괴력이 가관이다. 평범하게 살기를 원하나 벌목장 부역에서 부당한 관졸들의 처사에 항거하다 태장으로 차라리 반죽음을 당한 후 장길산을 원조하기로 결심한다. 무기는 엄파 쇠풍치.
- 김동현 : 최흥복 역

별명이 고추처럼 독한 도깨비라는 당초망이다. 관의 횡포에 항거하는 민변(民變)의 주동자로 자비령의 두령이다. 자비령으로 들어온 길산과 함께 행동한다. 무기는 처음에는 환도와 쇠도리깨다. 타작하듯 쇠도리깨질을 하면 그야말로 추풍낙엽처럼 흩날려 버린다. 후에는 화승총의 명사수가 되어 두자루씩 쌍총을 지니고 다닌다.
- 정상훈 : 강말득 역

별명이 오공랑(지네)이다. 너무나 빨라 지네 발처럼 보인다. 평안도 대동군 어느 양반가의 묘를 파헤쳐 부장품을 도적질한다. 급기야는 동생 끝춘이가 서도(평양)에서 길산의 봇짐을 훔친 것이 결국 인연이 되어 녹림당과 한패가 된다. 날카로운 쇳조각 자고를 날리는데 명수다.
- 김병세 : 김기 역

평안도 강서군의 가난한 시골 선비 출신, 과거제도의 부정한 운영으로 패가망신, 신분제도에 불만을 품고 자살을 기도하다 이갑송에게 구원되어 녹림당 일원이 된다. 장길산이 삼촌이라고 부른다. 뛰어난 계책을 짜내는 참모로 책사로서의 역할을 다한다.
- 정은표 : 고달근 역

곰보다. 평안도 태천군의 사당패 모가비로 시작하여 그때 그때 이해 관계에 따라 변신한다. 상당히 지독한 현실주의자이며 잔꾀가 많다. 살기 위해 해주 좌포청 종사관 최형기에게 붙어 녹림당을 배신한다. 이로 인해 장길산의 녹림당은 거의 전멸 상태로 토포를 당한다. 결국은 장길산의 박달나무 칼에 목이 싹둑 베이고 관기 삼문에 효시된다. 장길산이 세력을 재집결한 2년만의 일이다.
- 류수영 : 이지용 역 (아역 오승윤)

황해 감사. 길산과 쌍벽을 이루는 검술을 지니고 있다. 관직에 올라서며 길산을 포박하기 위해 필사의 노력을 다한다.
- 정소영 : 이보현 역 (아역 김희정)

이지용의 여동생.
- 이보영 : 귀례 역

박대근의 정혼자. 길산에게 호의적 감정을 갖고 있다.
- 이일재 : 여환 역

길산에게 많은 도움을 준 스승.
- 김병기 : 신엽 역

후임 황해 감사. 이지용의 관직 후임으로 길산 포박을 하고 마는 인물이다.
- 최동준 : 명근 스님 역

길산의 친아버지.
- 윤주상 : 운부 대사 역

길산에게 이른바 유협 협객 활빈 사상을 심어주는 정신적인 스승.

### 그 외 인물
- 송재호 : 손돌 역
- 기정수 : 신복동 역
- 최종환 : 이경순 역
- 한여름 : 끝춘이 역
- 장솔마로 : 오만석 역
- 이자영 : 도화 역
- 남현주 : 난희 역
- 김형범 : 박판석 역
- 연운경 : 김씨 역
- 김희정 : 장길산 누이 역
- 신은정 : 장길산의 생모 역
- 윤용현 : 이학선 역
- 박영록 : 이명기 역
- 박승호 : 억만 역
- 정소영 : 산지니 역
- 이배국 : 최차인 역
- 유병준 : 이석현 역
- 유태술 : 강호성 역
- 배영만 : 오만돌 역
- 서범석 : 큰돌 역
- 김준배 : 옥여 역
- 권소현
- 서동수
- 김재록
- 민준호
- 최윤준
- 김한규
- 조선주
- 손선근
- 이종구
- 김태종
- 기연호
- 공재원
- 이정성
- 전일범
- 한춘일
- 양형호
- 김건호
- 강민석
- 김광인
- 여재구

### 특별출연
- 안재모 : 민병대 대장 역 (1회 설원전투 장면)
- 차광수 : 탐관오리 역 (1회 설원전투 장면)
- 손호균 : 포도대장 역 (1회 설원전투 장면)
- 배도환

## 결방 사유
- 2004년 8월 16일 : 뉴스 특보 편성으로 인해 결방
- 2004년 9월 27일 : 8시 45분부터 추석특선영화 <선생 김봉두> 편성으로 인해 결방
- 2004년 9월 28일 : 8시 35분부터 추석 가족 특선대작 <반지의 제왕: 두 개의 탑> 편성으로 인해 결방
- 2004년 10월 25일 : 6시부터 2004년 한국시리즈 4차전 <현대 VS 삼성> 중계 때문에 <혼자가 아니야>가 9시 55분으로 이동하여 결방

## 참고 사항
- <야인시대> 이후 이어진 월화드라마의 슬럼프를 만회하기 위해 이 작품의 외주제작사인 SBS 프로덕션 소속 이희우 작가를 집필자, 장형일 PD를 연출자로 투입시켰다.
- 당시 '백성을 구원한다'는 계도적인 내용이 시대착오적이라는 지적이 있었으며, 기대 이하의 성적에 그쳤고[1] 작가 이희우의 SBS에서의 마지막 집필작이 됐다.
- 2004년 6월 7일 방송분에서 여주인공이 윤간당하는 장면과 가슴에 문신을 새겨 넣는 장면을 내보내어 물의를 빚었다.[2]
- 광대의 신분인 장길산은 끝내 잡히지 않았다. 홍길동은 잡혔다가 탈출해 일본 류큐(琉球)로 가며, 임꺽정은 잡혀 죽었다. 그러나 장길산은 10년 이상을 횡행했음에도 끝내 잡히지 않았다.[3]

## 제작에 관해
- 1995년 하반기 때 같은 회사에서 외주제작한 미니시리즈 <모래시계>의 연출자 김종학 PD와 송지나 작가를 기용하여 제작을 추진했지만 원작자(황석영)가 국가보안법 위반으로 구속되어 보류되었으며 1999년 남북합작 드라마로 제작될 예정이었으나 서해 북방 한계선 NLL 북한 경비정 영해 침범 사건으로 남북관계가 경색되어 악재가 나오면서 또 다시 보류되었다.[4]

## 같이 보기
- 임꺽정 - 임꺽정 (영화) - 조선의 의적(산적).
- 홍길동(허균의 홍길동전) - 홍길동 (드라마), 쾌도 홍길동